# هجوم نجانزاي الجنائزي
هجوم نجانزاي الجنائزي في 27 يوليو 2019، فتحت مجموعة من مسلحي بوكو حرام النار على مجموعة من الأشخاص كانوا يسيرون من جنازة في منطقة نجانزاي بولاية بورنو بنيجيريا. قُتل ما لا يقل عن 65 شخصًا في الهجوم وتم نقل 10 مصابين إلى المستشفى. وقع الهجوم كجزء من تمرد بوكو حرام.

## الهجوم
حوالي الساعة 10:30 بتوقيت جرينتش العديد من متطرفو بوكو حرام الذين يستقلون دراجات نارية وشاحنات صغيرة فتحوا النار على مجموعة كبيرة من الأشخاص العائدين إلى قرية بادو كولوو من جنازة في غوني أباتشاري. ورد المشيعون الغاضبون على الهجوم بمحاولة مطاردة الإرهابيين، لكن القافلة المهاجمة أطلقت النار عليها أثناء فرارها. في أعقاب الهجوم قُتل 65 شخصًا: قُتل 23 شخصًا عندما فتح الإرهابيون النار في البداية على المجموعة ولقي 42 آخرون حتفهم بسبب إطلاق النار أثناء محاولتهم مطاردة المسلحين.

## الإستجابة
أمر الرئيس النيجيري محمد بخاري القوات الجوية والجيش النيجيري بتطهير المنطقة بحثًا عن المهاجمين بعد الهجوم. وأكد رئيس حكومة نجانزاي المحلية محمد بولاما أن عدد القتلى بلغ 65 شخصا و 10 جرحى في بيان لوسائل الإعلام في اليوم التالي. ووصف الشره المرضي الهجوم الإرهابي بأنه هجوم انتقامي، حدث ردًا على مقتل 11 من متطرف بوكو حرام أثناء تصديهم لكمين قبل أسبوع من قيام مجموعة مدنية للدفاع عن النفس.